# Марьинское сельское поселение (Краснодарский край)
Ма́рьинское сельское поселение — муниципальное образование в Тбилисском районе Краснодарского края России.
В рамках административно-территориального устройства Краснодарского края ему соответствует Марьинский сельский округ.
Административный центр — хутор Марьинский.

## Население
| 2010  | 2012  | 2013  | 2014  | 2015  | 2016  | 2017  |
| ----- | ----- | ----- | ----- | ----- | ----- | ----- |
| 2325  | ↘2319 | ↗2325 | ↗2348 | ↗2383 | ↗2396 | ↗2420 |
| 2018  | 2019  | 2020  | 2021  | 2023  |       |       |
| ↘2417 | ↗2418 | ↗2450 | ↘2443 | ↘2408 |       |       |

## Населённые пункты
В состав сельского поселения (сельского округа) входят 7 населённых пунктов:
| № | Населённый пункт    | Тип населённого пункта | Население (чел.) |
| - | ------------------- | ---------------------- | ---------------- |
| 1 | Марьинский          | хутор                  | ↗859             |
| 2 | Долинов             | хутор                  | ↘0               |
| 3 | Зубов               | хутор                  | ↘280             |
| 4 | Зайчанский          | хутор                  | ↗91              |
| 5 | Зиссермановский     | хутор                  | ↘246             |
| 6 | Екатеринославский   | хутор                  | ↗494             |
| 7 | Терско-Каламбетский | хутор                  | ↗355             |